# Armorial des localités de Hongrie/H
Cette page donne les armoiries des localités de Hongrie, commençant par la lettre H.

## Ha-Há

Hács
Hahót
Hajdúbagos
Hajdúböszörmény
Hajdúdorog
Hajdúhadház
Hajdúnánás
Hajdúsámson
Hajdúszoboszló
Hajdúszovát
Hajmás
Hajmáskér
Hajós
Halászi
Halásztelek
Halimba
Halmaj
Halogy
Hangács
Hangony
Hantos
Harasztifalu
Harc
Harka
Harkakötöny
Harkány
Háromhuta
Harsány
Harta
Hatvan

## He-Hé

Hédervár
Hedrehely
Hegyeshalom
Hegyháthodász
Hegyhátmaróc
Hegyhátsál
Hegyhátszentpéter
Hegykő
Héhalom
Hejce
Hejőbába
Hejőkeresztúr
Hejőkürt
Helesfa
Helvécia
Hencida
Hencse
Herceghalom
Hercegkút
Hercegszántó
Heréd
Héreg
Herend
Heresznye
Hernád
Hernádbűd
Hernádcéce
Hernádkak
Hernádnémeti
Hernádszurdok
Hernyék
Hetes
Hetvehely
Hetyefő
Heves
Hevesaranyos
Hevesvezekény
Hévíz
Hévízgyörk

## Hi

Hidasnémeti
Hidegkút
Hidegség
Hidvégardó
Himesháza
Himod

## Ho-Hó-Hö-Hő

Hódmezővásárhely
Hőgyész
Hollóháza
Hollókő
Homokbödöge
Homokkomárom
Homokmégy
Homokszentgyörgy
Homorúd
Homrogd
Hont
Horpács
Hort
Hortobágy
Horváthertelend
Horvátlövő
Horvátzsidány
Hosszúhetény
Hosszúpályi
Hosszúpereszteg
Hosszúvíz
Hosszúvölgy
Hosztót
Hövej

## Hu

Hunya